# Liceum Avalon (film)
Liceum Avalon – amerykański film wchodzący w skład Disney Channel Original Movies. Jego amerykańska premiera odbyła się 12 listopada 2010 roku. Film jest ekranizacją książki Meg Cabot o tym samym tytule.

## Fabuła
Film śledzi losy Allie. Po przeniesieniu się do szkoły średniej Avalon High zszokowana dziewczyna odkrywa, że jej koleżanki i koledzy są reinkarnacją króla Artura i jego dworu. Im głębiej Allie bada podobieństwa między przeszłością a teraźniejszością, tym bardziej jest przekonana, że jej szkoła to współczesny Camelot. Allie musi rozwiązać tę tajemnicę zanim zdrajca Mordred wygra ponownie.

## Obsada
- Brittany Robertson jako Allie Pennington / potomkini Króla Artura
- Gregg Sulkin jako William Wagner
- Joey Pollari jako Miles/ Merlin
- Devon Graye jako Marco
- Molly C. Quinn jako Jen/ Ginewra
- Christopher Tavarez jako Lance/ sir. Lancelot
- Steve Valentine jako Mr. Moore/ Mordred
- Anthony Ingruber jako Sean
- Don Lake jako Mr. Pennington
- Ingrid Park jako Mrs. Pennington
- Craig Hall jako Coach Barker
- John Leigh jako Pan Atkinson

## Wersja polska
Wersja polska: SDI Media Polska

Reżyseria: Artur Kaczmarski

Dialogi: Aleksander Jaworowski

Dźwięk i montaż: Ilona Czech-Kłoczewska

Wystąpili:
- Joanna Kudelska – Allie Pennington
- Sławomir Mandes – Will Wagner
- Marek Kudełko – Miles
- Wojciech Paszkowski – Pan Moore
- Katarzyna Tatarak – Mama Allie
- Miłogost Reczek – Tata Allie
- Robert Tondera – komentator meczu
- Piotr Bajtlik – Marco
- Bartosz Obuchowicz – Lance Benwick
- Dominika Sell – Jen
- Krzysztof Cybiński – Trener futbolu
- Cezary Kwieciński – Nauczyciel chemii
- Oliwia Argenstein
- Izabela Dąbrowska
- Anna Gajewska – Trenerka lekkoatletyki
- Julia Hertmanowska
- Aleksandra Sosnowska
- Anna Szymańczyk
- Zbigniew Konopka – Kapitan Frost
- Adam Pluciński – Jeden z zawodników futbolu
- Michał Podsiadło
- Jarosław Sacharski
- Jan Staszczyk
- Artur Kaczmarski –
  - Lektor filmu na lekcji historii,
  - Sędzia meczu

Lektor: Artur Kaczmarski